# Saunasaari (ö i Södra Savolax, Nyslott, lat 61,81, long 28,78)
Saunasaari är en ö i Finland. Den ligger i sjön Pihlajavesi och i kommunen Nyslott i  landskapet Södra Savolax, i den sydöstra delen av landet, 270 km nordost om huvudstaden Helsingfors. Öns area är 0,6 hektar och dess största längd är 130 meter i öst-västlig riktning.